# Ливия на Играх исламской солидарности
Ливия принимает участие в Играх исламской солидарности, начиная с Игр 2005 года.
За все Игры спортивные делегации Ливии завоевали всего 8 медалей, из них 1 золотую, в медальном зачёте занимают 34-е место.

## Медальный зачёт
С учётом результатов Игр 2021 года.
| Игры           | Золото         | Серебро        | Бронза         | Всего          | Место          |
| Мекка 2005     | 0              | 0              | 1              | 1              | 28             |
| Палембанг 2013 | 0              | 1              | 1              | 2              | 20             |
| 2017           | не участвовали | не участвовали | не участвовали | не участвовали | не участвовали |
| Конья 2021     | 1              | 0              | 3              | 4              | 25             |
| Всего          | 1              | 1              | 6              | 8              | 34             |